# Rośliny piętra turniowego

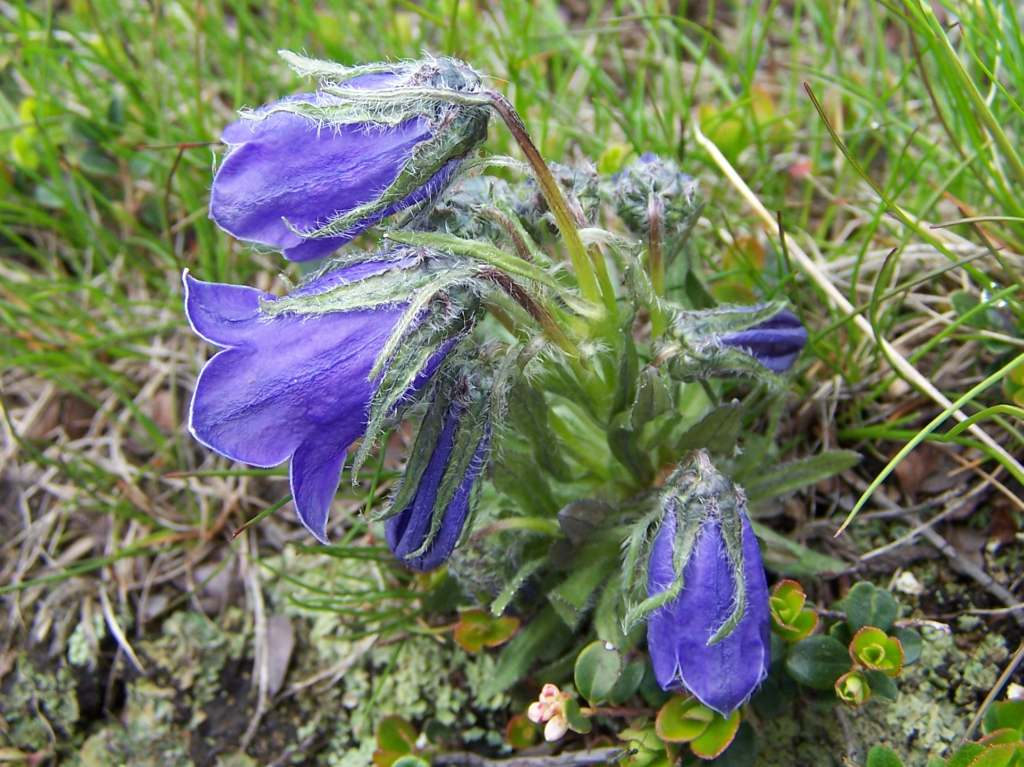
Dzwonek alpejski

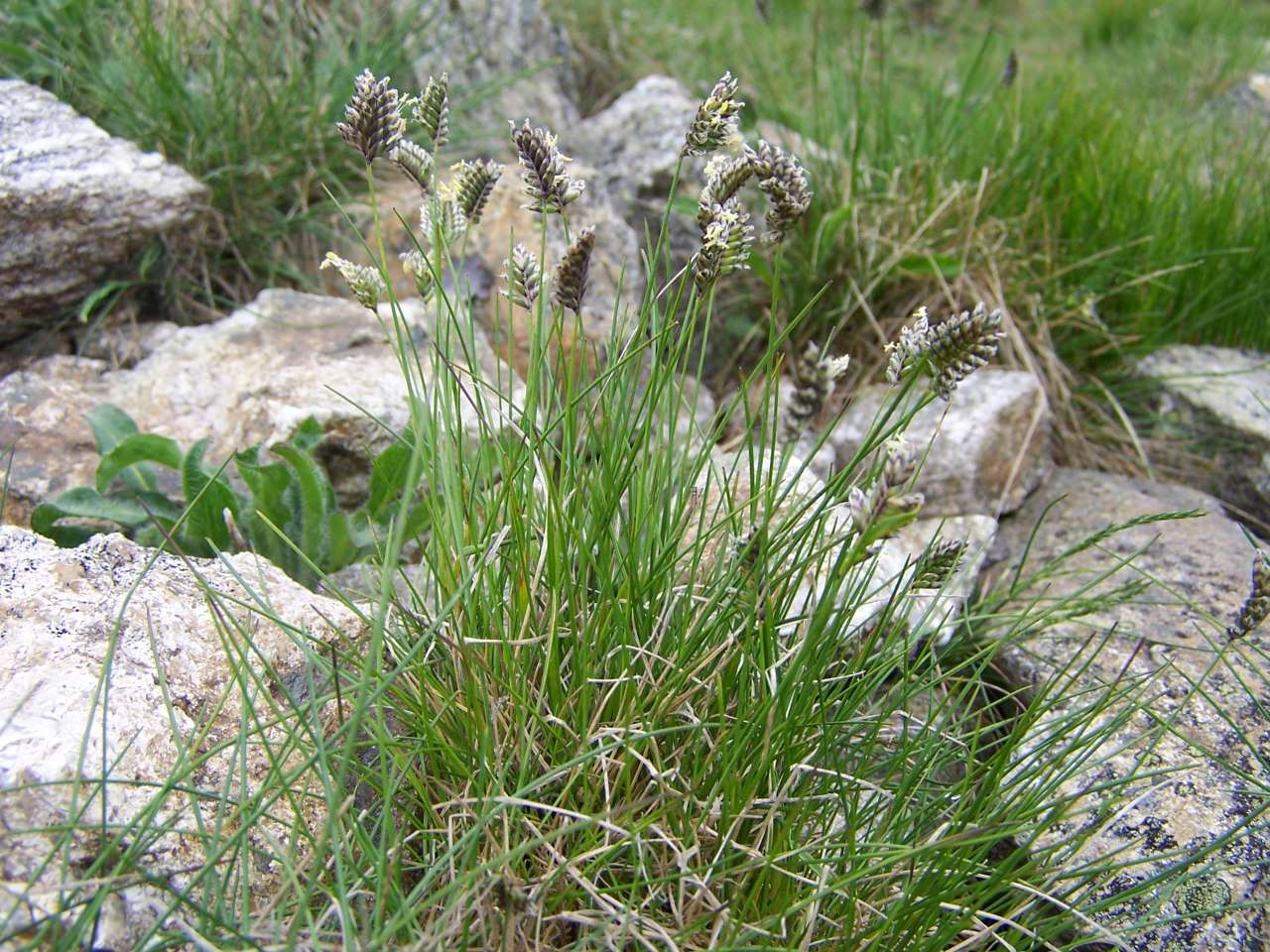
Boimka dwurzędowa

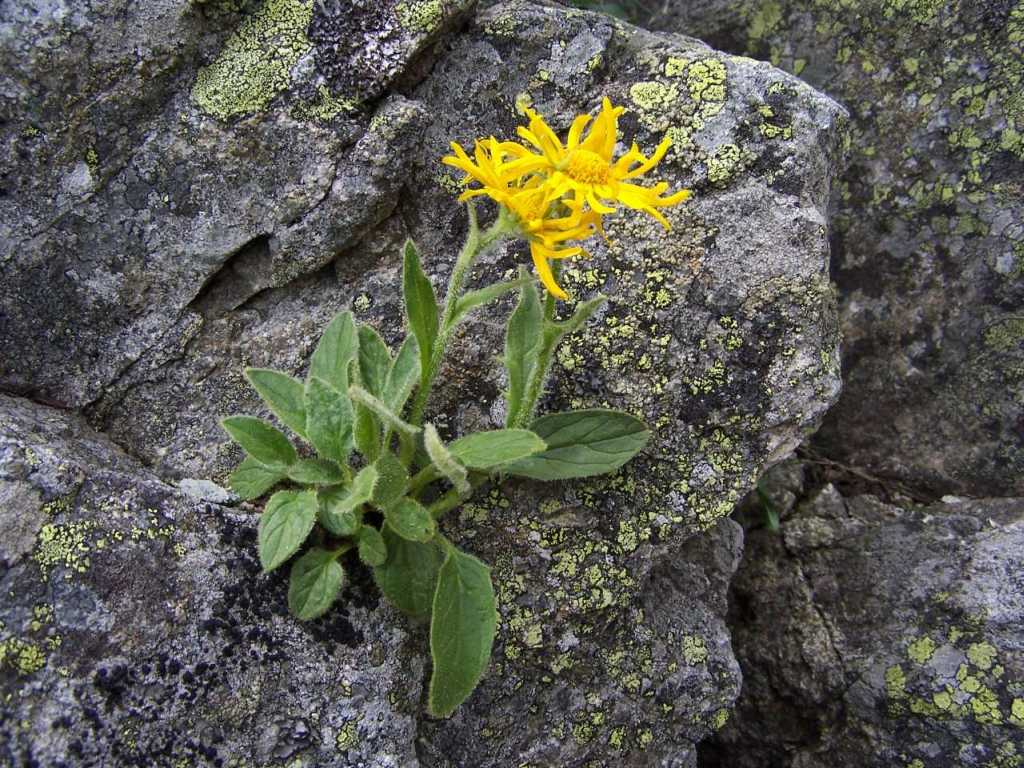
Omieg kozłowiec

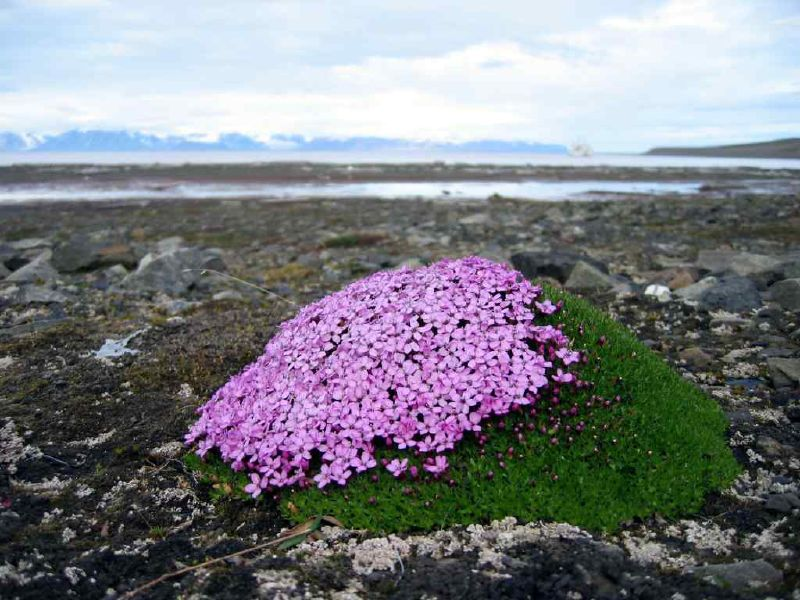
Lepnica bezłodygowa

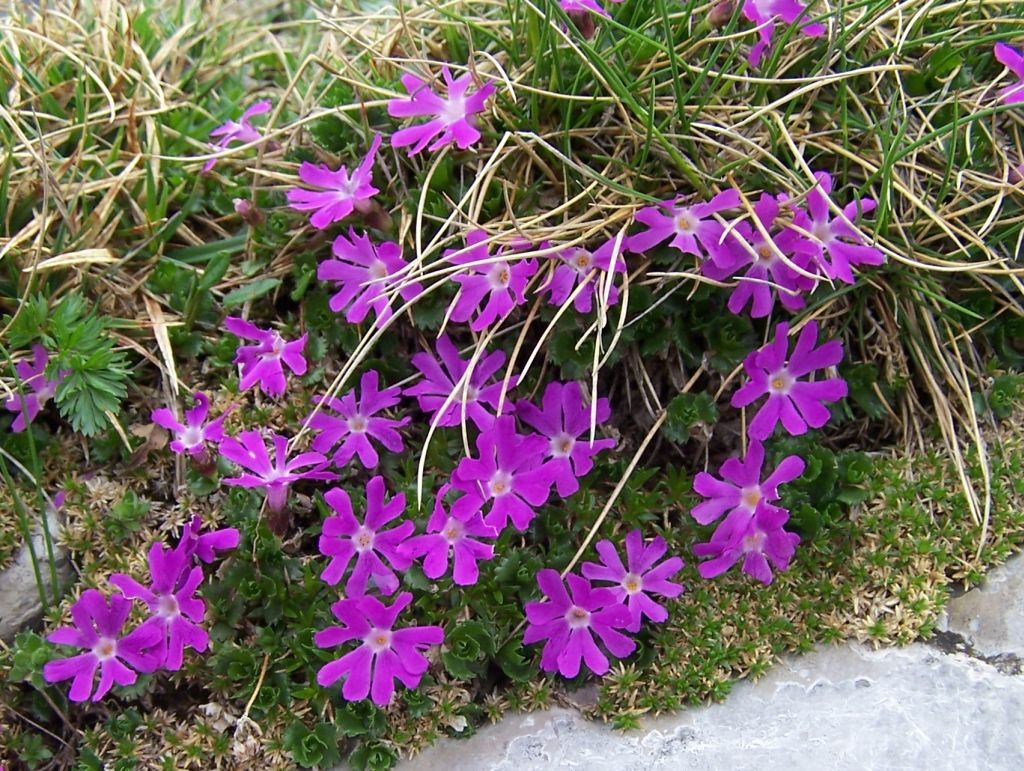
Pierwiosnek maleńki

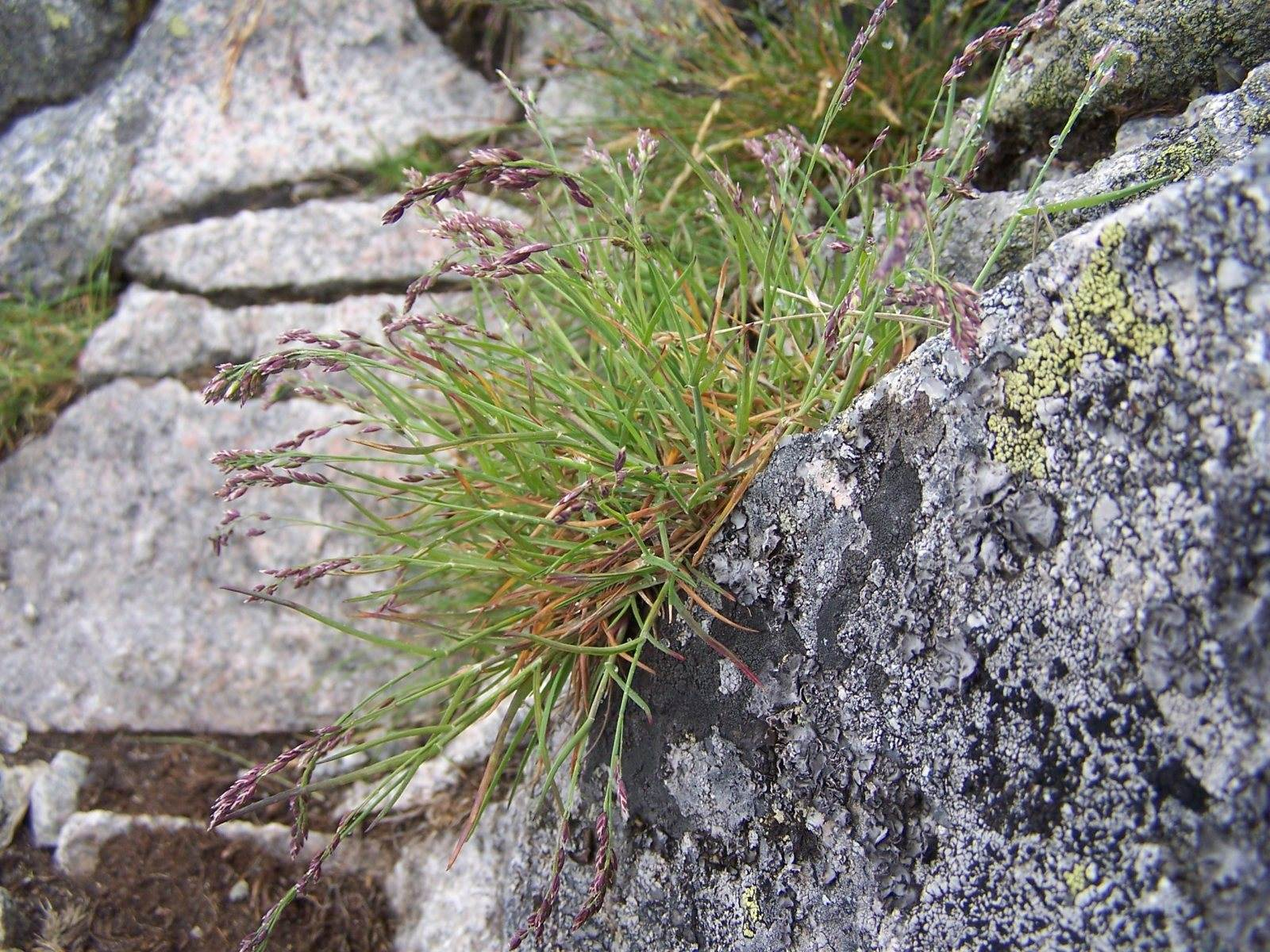
Wiechlina wiotka

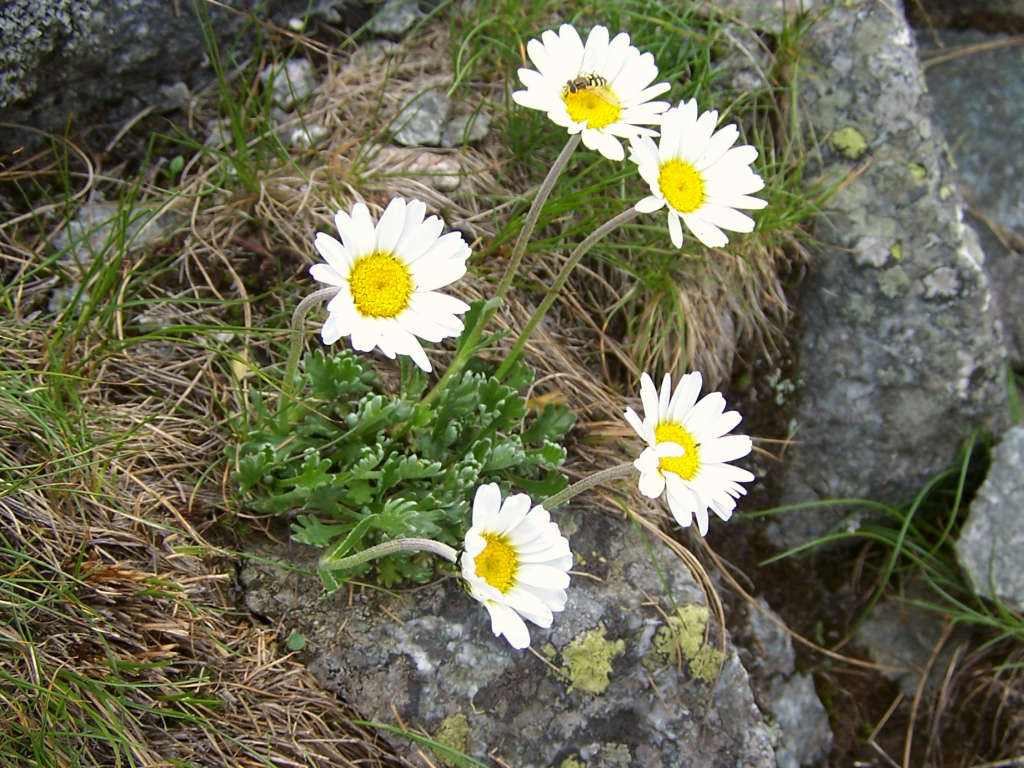
Wrotycz alpejski

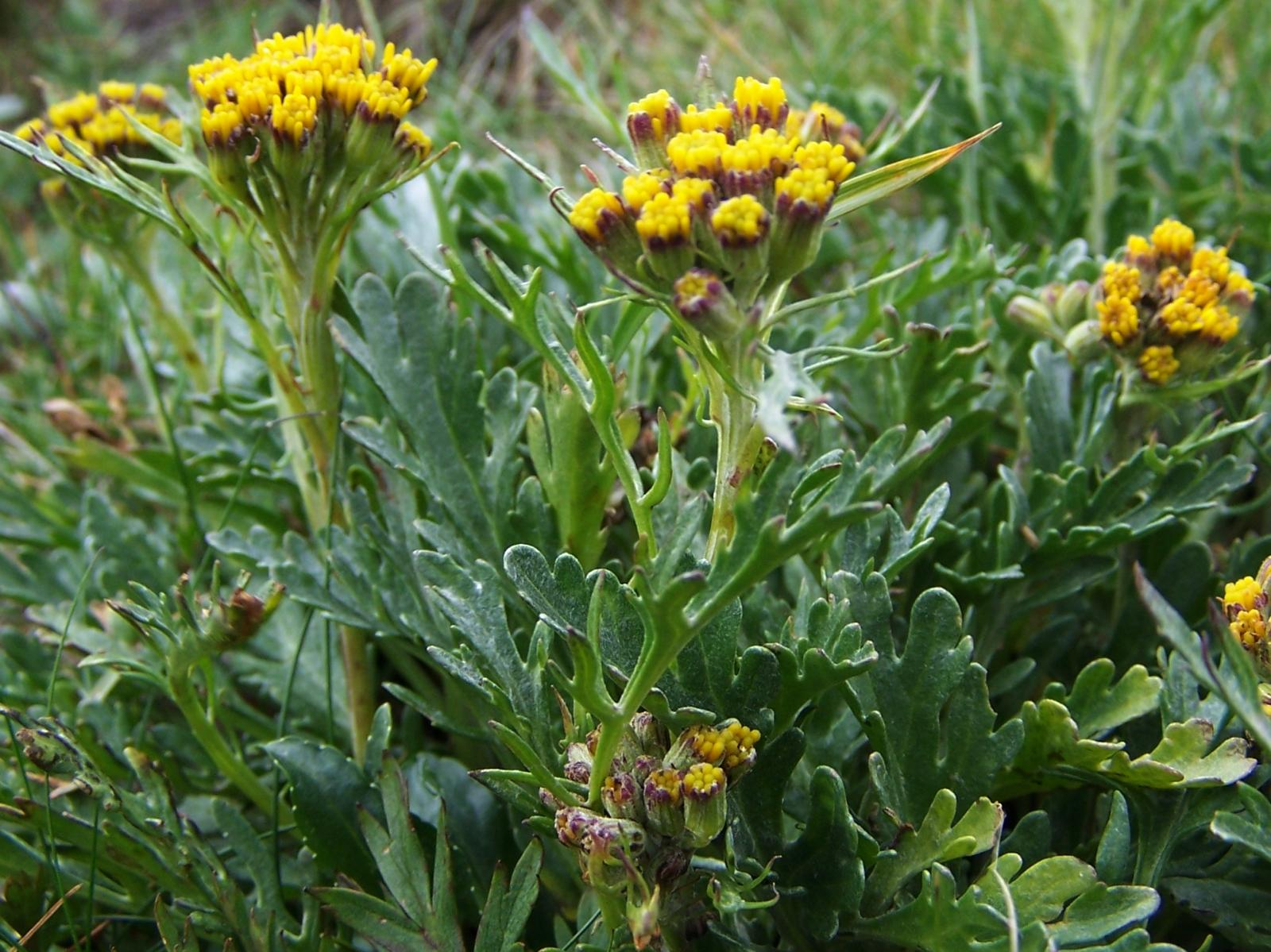
Starzec kraiński

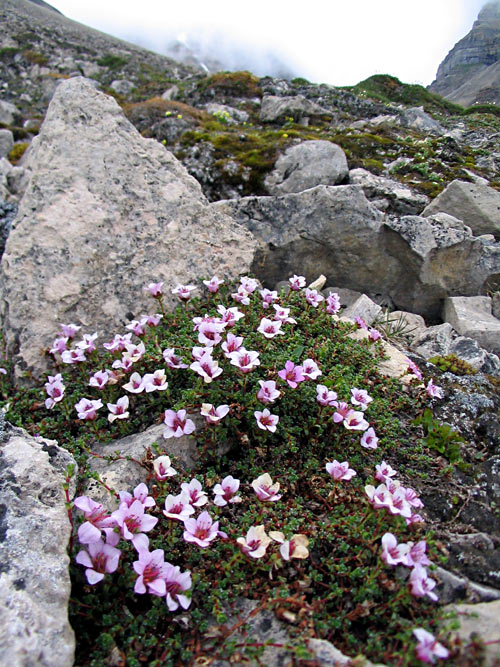
Skalnica naprzeciwlistna

Rośliny piętra turniowego – rośliny wybitnie wysokogórskie lub pojawiające się w piętrze turniowym, lecz optimum występowania mające w niższych piętrach roślinności. Ze względu na skaliste podłoże, niewielkie płaty gleby – rośliny w piętrze turniowym nie tworzą zwartych łanów, lecz występują zwykle w niewielkich płatach lub pojedynczo w zagłębieniach terenu, szczelinach skał, na półkach skalnych. Wskutek skrajnie trudnych warunków klimatycznych i glebowych liczba gatunków roślin występujących w tym piętrze jest bardzo mała w porównaniu z niższymi wysokościami.
W Tatrach dominują mchy i niskie murawy z boimką dwurzędową. Porosty, głównie naskalne, zajmują więcej miejsca, niż rośliny naczyniowe. Mimo trudnych warunków życiowych występuje tu ok. 120 gatunków roślin naczyniowych. Liczba ta drastycznie spada wraz z wysokością nad poziomem morza, na najwyższych szczytach Tatr występują już tylko nieliczne gatunki. Dominują rośliny niskie, o postaci darniowej i rośliny poduszkowe silnie przylegające do podłoża. Karłowatość jest zarówno skutkiem surowych warunków ograniczających wzrost, jak i przystosowaniem do tych warunków – niskie, płożące się przy ziemi rośliny lepiej wykorzystują jej ciepło, lepiej chronione są przed huraganowymi wiatrami, a warstwa śniegu chroni je przed silnymi mrozami, mniej też tracą wody przy intensywnym nasłonecznieniu na suchych stokach. Brak zupełnie roślin jednorocznych – zbyt krótki sezon wegetacyjny nie pozwoliłby im na wytworzenie nasion.

## Przykłady gatunków piętra turniowego z Tatr
- Rośliny wybitnie wysokogórskie,  dla których obszar ten jest właściwym rejonem występowania. Są to m. in:
  - boimka dwurzędowa
  - dzwonek alpejski
  - goryczka przezroczysta
  - jaskier lodnikowy
  - kosmatka kłosowa
  - kostrzewa niska
  - kuklik górski
  - lepnica bezłodygowa
  - mokrzyca rozchodnikowata
  - naradka tępolistna
  - omieg kozłowiec
  - pierwiosnek maleńki
  - pięciornik złoty
  - przetacznik alpejski
  - rogownica jednokwiatowa
  - rozchodnik alpejski
  - skalnica darniowa
  - skalnica karpacka
  - skalnica mchowata
  - skalnica naprzeciwlistna
  - skalnica naradkowata
  - skalnica odgiętolistna
  - skalnica tatrzańska
  - starzec karpacki
  - starzec kraiński
  - warzucha tatrzańska
  - wiechlina wiotka
  - wierzba zielna
  - wrotycz alpejski
  - szczawiór alpejski

- Rośliny, dla których właściwym rejonem występowania są niższe piętra, w piętrze turniowym spotykane są rzadko i raczej tylko w dolnych jego obszarach. Są to m. in:
  - bartsja alpejska
  - brodawnik tatrzański
  - dzwonek wąskolistny
  - fiołek dwukwiatowy
  - gęsiówka alpejska
  - gnidosz dwubarwny
  - gnidosz okółkowy
  - goździk lodowcowy
  - jaskier alpejski
  - jaskier halny
  - jastrzębiec alpejski
  - kuklik rozesłany
  - lilijka alpejska
  - mak alpejski
  - marchwica pospolita
  - niezapominajka alpejska
  - piaskowiec orzęsiony
  - pięciornik alpejski
  - podbiałek alpejski
  - rdest żyworodny
  - rogownica Raciborskiego
  - rojnik górski
  - różeniec górski
  - rutewnik jaskrowaty
  - rzeżuszka alpejska
  - sasanka alpejska
  - sit skucina
  - skalnica dwuletnia
  - skalnica gronkowa
  - skalnica jastrzębcowata
  - skalnica seledynowa
  - tojad mocny
  - urdzik karpacki
  - wierzba wykrojona
  - wierzba żyłkowana
  - zawilec narcyzowaty